# Ломниця (Валбжиський повіт)
Ломниця (пол. Łomnica, нім. Lomnitz) — село в Польщі, у гміні Ґлушиця Валбжиського повіту Нижньосілезького воєводства.
Населення — 281 особа (2011).
У 1975-1998 роках село належало до Валбжиського воєводства.

## Демографія
Демографічна структура станом на 31 березня 2011 року:
|          | Загалом | Допрацездатний вік | Працездатний вік | Постпрацездатний вік |
| -------- | ------- | ------------------ | ---------------- | -------------------- |
| Чоловіки | 151     | 33                 | 106              | 12                   |
| Жінки    | 130     | 30                 | 79               | 21                   |
| Разом    | 281     | 63                 | 185              | 33                   |